# Predsjednički sustav
Predsjednički sustav ili sustav predsjedničke vlade je ustavno-politički sustav organizacije vlasti u kojem je načelno oštro izvršena dioba vlasti na zakonodavnu, izvršnu i sudsku te je svaka samostalna u području koje joj je ustavom dodijeljeno. Uspostavljen je Ustavom SAD-a iz 1787., kao prvi oblik ustavne republikanske vlade u svijetu. U predsjedničkom sustavu predsjedniku države povjerena je izvršna vlast, a parlamentu zakonodavna vlast, čime je u jednoj osobi kumulirana atribucija državnog poglavara i premijera. Predsjednik države načelno ne može utjecati na položaj i rad parlamenta, međutim on tom može činiti posredno ili neposredno (preko predstavnika svoje stranke u parlamentu ili "poruka naciji").
Američki model snažno je utjecao na njegovo uvođenje u mnogobrojnim državama, bez obzira na to kakva su ondje načela, okolnosti i politički razlozi uvjetovali takvo opredjeljenje. U većini zemalja tzv. Trećeg svijeta takav ustavni okvir poslužio je kao osnova za razvoj "prezidencijalističkog sustava", u kojem je ostvarena gotovo potpuna dominacija državnog poglavara u sustavu organizacije vlasti. Smjena vrha vlasti u tim državama vojnim ili državnim udarom nije neuobičajna.